# Neu-Seeland
Neu-Seeland est une commune allemande de l'arrondissement de Haute-Forêt-de-Spree-Lusace, Land de Brandebourg.

## Géographie
Le nom de la commune a pour origine le Lausitzer Seenland créé par l'inondation des mines à ciel ouvert de lignite du bassin minier de Lusace. Le lac d'Altdöbern, le lac de Großräschen, le lac de Sedlitz et le lac de Partwitz bordent ainsi le territoire de la commune.
La commune comprend les quartiers de Bahnsdorf (avec le village de Lieske), Lindchen (avec le village de Leeskow), Lubochow et Ressen.
|             | Altdöbern   | Drebkau       |
| Großräschen | Neu-Seeland | Neupetershain |
| Senftenberg |             | Welzow        |

Neu-Seeland se trouve sur la Bundesstraße 169 et la ligne de Großenhain à Cottbus.

## Histoire
La commune est créée dans le cadre de la réforme municipale brandebourgeoise du 1er février 2002 par la fusion des communes de Bahnsdorf, Lindchen, Lubochow et Ressen.

## Démographie
| Année | Nombre d'habitants |
| ----- | ------------------ |
| 2002  | 1098               |
| 2003  | 1098               |
| 2004  | 999                |

| Année | Nombre d'habitants |
| ----- | ------------------ |
| 2005  | 929                |
| 2006  | 817                |
| 2007  | 801                |
| 2008  | 785                |
| 2009  | 607                |

| Année | Nombre d'habitants |
| ----- | ------------------ |
| 2010  | 573                |
| 2011  | 630                |
| 2012  | 614                |
| 2013  | 606                |
| 2014  | 602                |

| Année | Nombre d'habitants |
| ----- | ------------------ |
| 2015  | 585                |
| 2016  | 591                |
| 2017  | 592                |

## Source, notes et références
- (de) Cet article est partiellement ou en totalité issu de l’article de Wikipédia en allemand intitulé « Neu-Seeland » (voir la liste des auteurs).